# Heinrich Kuhlmann (Politiker, 1863)
Heinrich Kuhlmann (* 29. September 1863 in Lemgo; † 14. Juni 1943 ebenda) war ein deutscher Bürstenmacher und hatte als Mitglied der Deutschnationalen Volkspartei einen Sitz im Landtag Lippe.

## Leben
Nach seiner Schulausbildung an der Bürgerschule in Lemgo erlernte Heinrich Kuhlmann in den Jahren 1877 bis 1881 den Beruf des Bürsten- und Pinselmachers. Von 1883 bis 1887 leistete er Militärdienst im Infanterie-Regiment Nr. 55 und schied als Unteroffizier aus dem Dienst. Er kehrte in das elterliche Geschäft zurück und blieb dort bis 1889, als er als Geselle in Halberstadt und Greiz Beschäftigung fand. 1892 machte er sich in seinem Beruf selbständig.
Kuhlmann engagierte sich politisch, wurde Mitglied der Deutschnationalen Volkspartei
und erhielt 1925 ein Mandat für den Landtag Lippe.
1929 wurde er erneut in das Parlament gewählt.

### Auszeichnungen
- Ehrenmitglied der DRK-Sanitätskolonne in Lemgo
- 1936 „Stadtältester“ von Lemgo[2]